# Vladimir Vapnik
Vladimir Naumovič Vapnik (in russo Владимир Наумович Вапник?; 6 dicembre 1936) è un matematico e statistico sovietico, dal 1992 russo, tra i principali autori della teoria di Vapnik-Červonenkis.
Nato nell'Unione Sovietica negli anni '30, consegue nel 1958 la laurea in matematica presso l'università statale uzbeka a Samarcanda e nel 1964 il dottorato in statistica presso l'istituto delle scienze del controllo a Mosca.
Lavora presso questo istituto dal 1961 fino al 1990 quando diventa direttore del dipartimento di ricerca di Informatica.
Nel 1995 diventa professore di Informatica e di Statistica presso la Royal Holloway University di Londra.
Lavora dal 1991 a circa il 2001 all'AT&T della Bell Labs (diventati poi Shannon Labs), dove insieme a Corinna Cortes sviluppa la teoria delle Macchine a vettori di supporto (Support Vector Machines, SVMs) dimostrandone l'efficienza in diversi problemi interessanti l'apprendimento automatico, compreso il riconoscimento della calligrafia. Successivamente si trasferisce negli Stati Uniti ai laboratori della NEC e all'Università della Columbia a New York.
Introduce negli anni '60 assieme a Aleksej Jakovlevič Červonenkis l'analisi della convergenza uniforme delle misure empiriche.

## Pubblicazioni
- On the uniform convergence of relative frequencies of events to their probabilities, coautore A. Y. Chervonenkis, 1971
- "Necessary and sufficient conditions for the uniform convergence of means to their expectations, coautore A. Y. Chervonenkis, 1981
- Estimation of Dependences Based on Empirical Data, 1982
- The Nature of Statistical Learning Theory, 1995